# Bienservida
Bienservida là một đô thị ở tỉnh Albacete nằm ở cộng đồng tự trị Castile-La Mancha của Tây Ban Nha. Đô thị Vilagrassa có diện tích là 90,73 kilômét vuông, dân số năm 2023 là 567 người với mật độ 6,78 người/km².